# Fuerza Liberal (Venezuela)
Fuerza Liberal (FL) es un partido político venezolano de centroderecha, fundado en 2003 por Haydée Deutsch, actual presidenta del partido.

## Historia
Fundado inicialmente con el nombre Alianza Por La Libertad. El objetivo fundamental de Fuerza Liberal es "Transformar a Venezuela en un país de Primer mundo", a través de la libertad económica, la apertura comercial con la participación del ciudadano. Su primera participación en elecciones, fue en la regionales 2004, Fuerza Liberal sólo obtuvo 2.854 votos (0,04%); su mayor participación fue en las elecciones parlamentarias 2005, al obtener 8.902 votos (0.30%) para el Parlamento Andino, sin embargo no obtuvieron ningún diputado. El Secretario General del partido es José Rigoberto González, elegido en febrero de 2005. El 21 de febrero de 2007 Fuerza Liberal se integra junto con otras cuatro organizaciones de tendencia socialdemócrata y socialcristiana en un nuevo partido llamado Directorio Popular Alternativo. En la actualidad no está habilitado para participar en elecciones.